# James Kent (juriste)
Pour les articles homonymes, voir James Kent.
James Kent (né le 31 juillet 1763 dans le comté de Dutchess et 12 décembre 1847 à New York) est un juriste américain.
Son livre Commentaries on American Law (en) (« Commentaires sur le droit américain ») est un classique dans l'histoire et l'étude du droit américain.